# Dwight Pezzarossi
Dwight Anthony Pezzarossi García (Città del Guatemala, 4 settembre 1979) è un ex calciatore e politico guatemalteco con cittadinanza italiana.

## Caratteristiche tecniche
Centravanti di manovra, forte fisicamente, è soprannominato El Tanque per la sua stazza.

## Carriera sportiva

### Club
Dopo le giovanili nell'Escuintla, gioca con il Comunicaciones in prima divisione nazionale, prima di trasferirsi all'Argentinos Juniors, dove gioca 7 partite senza mai segnare; nel 2001 si trasferisce al Palestino, in Cile, dove segna 13 reti in 23 partite. Nel 2002 arriva la prima esperienza europea, in Spagna con il Racing Ferrol. Nel 2003 torna nuovamente in Cile, al Santiago Wanderers, e successivamente in Guatemala al Comunicaciones. Nel 2004 torna in Europa, al Bolton Wanderers, dove però non riesce a debuttare. Nel 2006 passa al Numancia, mentre nel 2007 torna in patria, giocando per una stagione nel Deportivo Marquense. Nel 2008 torna a militare nel Comunicaciones, per poi passare nel 2011 a Deportes La Serena. Nel 2012 rientra nel Comunicaciones, dove finisce la carriera nell'anno successivo.

### Nazionale
Con la Nazionale guatemalteca ha giocato 72 partite, segnando 16 gol e partecipando a varie edizioni della CONCACAF Gold Cup.

## Carriera politica
Pezzarossi è stato ministro della Cultura e dello Sport del Guatemala dal 18 settembre 2014 al 18 settembre 2015.